# 李沁谣
李沁谣（1988年1月11日—），曾用名李純，女，湖南岳阳人，中国歌手及演员，是日本女子組合「早安少女組。」第八期成員（留學生），加入早安後取藝名（純純）。
早安的監製淳君於2007年3月15日宣佈她將會在2007年5月6日（即隊長吉澤瞳卒業之日）成為早安第八期成員。她和錢琳是早安成立十年以來首兩位成為隊員的外國（即非日籍）人。
2010年8月早安家族演唱會最終場，早安的監製淳君宣佈中國兩名成員（純純）和錢琳將於「早安少女組。」秋季巡迴演唱會最終場，從「早安少女組。」和早安家族畢業，並返回中國為在中國的歌手和演藝活動做準備。2011年1月回國，以靚麗、清純的形象被稱為“氧氣少女”，2012年開始活躍於國內各大綜藝，同时转型为影视演员，與多位國內著名演員共同參與了許多電影、電視劇的拍攝。
2014年11月3日，與中國音樂人鄭楠結婚。

## 生平
李純的個人興趣為唱歌，鋼琴及演戲。李純於2005年參加「洞庭佳麗」競賽獲季度冠軍和總決賽季軍，其後再於2006年參加中國舉行的超級女聲，並入圍長沙賽區頭50名。
2006年11月，早安少女組。製作人淳君在日本正進行第八期成員甄選的同時，抽空親自前往北京並邀請當年超級女聲落選的參賽者進行甄選，最後在一眾參賽者中選中李純。此事當時乃機密，就連早安少女組其他成員也毫不知情。
李純於2007年1月赴日，並在觀眾席上觀賞《Hello! Project 2007 Winter 〜集結! 10th Anniversary〜》演唱會，後與當時仍為Hello! pro EGG的錢琳會合一同進行訓練。
淳君於2007年3月15日在早安的官方電視節目Hello! Morning内宣佈，來自中國的李純和錢琳將會成為早安的第八期留學生成員。淳君並說此安排將會對早安在亞洲市場的發展有重要作用。兩人於第二天與其他成員見面。
三天後，李純與錢琳首次在Hello! Morning中露面。李純初加入的時候因為不懂日語，所以和其他成員用英語交流，和道重沙由美亦偶有寫電子郵件給對方。李喜歡的藝人有林俊傑，王心凌等等。
李純加入早安的消息傳出後，她的blog遭大量日本及台湾網民，以日文、中文、及英文為主，寫下很多侮辱字句惡意破壞。其後李純把她的blog內所有自己的文章刪掉，只留下那些惡意的字句，並加上一篇回覆。其中一句內容是：
大家可以侮辱我，诋毁我，贬低我！但是请大家不要侮辱中国！
於2007年12月17日出版的「TIME Asia」（時代雜誌亞洲版，Vol.170，No.24）刊有一篇撰寫於2007年12月6日，題為《Chinese Immigrants Chase the Japanese Dream》的COVER文章，內容提及早安的李純，並引有她說過的兩句話：
"I had older relatives who told me not to come to Japan because of what it did to China during the war," says Li Chun, 19, one of Morning Musume's Chinese additions. "But I told them, music is universal. It doesn't matter where I sing: China or Japan or outer space."
意譯：
李純，19歲，早安兩位中國隊員之一，說：『曾經有長輩因為日本在戰爭期間對中國做過的事而叫我別到日本去，但我告訴他們，音樂是普世的，無論我到哪裡唱歌，中國也好，日本也好，外太空也好，也沒關係。』
隨著日語水平的提高，李純也發揮其在綜藝方面的優點，多次與道重等成員代表團隊一同出演綜藝節目。
2010年8月8日，早安少女组的制作人淳君宣佈李純、錢琳和龜井繪里三人將在2010年秋季舉行的早安少女組｡巡迴演唱會最終日上，從早安少女組｡和早安家族中畢業。
2010年12月15日，從早安少女組。以及Hello! Project畢業。
李純在戶籍登記及早安官方網站公佈生日為2月11日，而其母親也曾經將其生日誤寫為2月11日，李純本人建議在她實際生日（1月11日）當天慶生。

### 藝歷
- 於2005年參加「洞庭佳麗」競賽獲季度冠軍和總決賽季軍。
- 於2006年參加湖南衛視舉辦的超級女聲，長沙賽區五十強。
- 於2011年參加樂視網舉辦的選秀節目「我為校花狂」獲全國總決賽冠軍。

## 演出

### 參加節目
- (2007年7月22日 - 2008年9月28日)
- (2008年10月6日 - 2009年3月27日)

### 電視劇
| 首播年份 | 電視台                                 | 劇名                 | 角色             |
| 2010年   | 2010年上海世博會日本館後援娛樂網站劇集 | 《夢歸所夢》         | 小蓮             |
| 2010年   |                                        | 《半超能力少女》     | 純純             |
| 2012年   | 奇藝網                                 | 《非常宅》           | 蘇雨晴           |
| 2012年   | 樂視網                                 | 《女人幫•妞兒》      | 應聘職員         |
| 2014年   | 淘梦网                                 | 《深夜的士》         | 于成靖           |
| 2014年   | CCTV-1                                 | 《鐵血紅安》         | 藤井寬子, 方曉蕾 |
| 2014年   | 優酷網 土豆網                          | 《小時代之摺紙時代》 | 林泉, 林汀       |
| 2015年   | 深圳卫视                               | 《擁抱星星的月亮》   | 夏明星           |
| 2016年   | 江苏卫视 湖北卫视                      | 《東方戰場》         | 蘇婭             |
| 2018年   | CCTV-8                                 | 《诚中堂》           |                  |
| 2019年   | 爱奇艺                                 | 《动物管理局》       | 姜辛             |

### 電影
| 上映日期 | 電影名稱                               | 角色名稱 |
| 2010年   | 《手機刑警電影版3 營救早安少女大作戰》 | 純純     |
| 2011年   | 《愛一秒》                             | 女學生   |
| 2012年   | 《微電影夢寶穀》                       | 小夢     |
| 2013年   | 《全民目擊》                           | 萌萌同學 |
| 2014年   | 《詭婚》                               | 小優     |
| 2014年   | 《嘿澀往事》                           | 陳璐     |
| 2014年   | 《醜男大翻身》                         | 莎莎     |
| 2014年   | 《伊黎河穀》                           | 路華     |
| 2017年   | 《愿无岁月》                           |          |
| 2017年   | 《菜鸟变形计》                         |          |
| 2019年   | 网络电影《東遊》                       | 小魚     |
| 2021年   | 《封神榜：决战万仙阵》                 | 邓婵玉   |

## 作品

### 早安时期单曲
1. 願女人幸福 （2007年7月25日）
2. みかん（日语：ミカン (曖昧さ回避)） （2007年11月21日）
3. 憂鬱的共鳴 （2008年4月16日）
4. ペッパー警部（日语：ペッパー警部） （2008年9月24日）
5. 或許會流淚 （2009年2月18日）
6. 無可奈何 追夢人 （2009年5月13日）
7. なんちゃって恋爱 （2009年8月12日）
8. 善變的公主 （2009年10月28日）
9. 女孩引人注目 有何不可 （2010年2月10日）
10. 青春選輯 （2010年6月9日）
11. 女與男的搖籃曲遊戲 （2010年11月17日）

### 早安时期专辑
1. ALL SINGLES COMPLETE ～10th ANNIVERSARY～ （2007年10月24日）
2. COVER YOU （2008年11月26日）
3. 白金9人組 （2009年3月18日）
4. モーニング娘。全シングル カップリングコレクション（日语：モーニング娘。全シングル カップリングコレクション） （2009年10月7日）
5. ⑩ MY ME （2010年3月17日）
6. Fantasy! 拾壹 （2010年12月1日）

### DVD
- 2007年9月26日 Morning Days Vol.01

## 外部連結
- 李純的新浪博客
- 純純的新浪博客
- 李沁谣_BABY的新浪微博